# Panique de 1792
La Panique de 1792 fut le nom donné à une crise financière survenue entre mars et avril 1792. Elle a eu pour origine une politique massive de prêts à taux réduit pratiquée par la First Bank of the United States, première banque centrale américaine, crée en 1791. La brusque remontée des taux en février 1792 rendit incapables les emprunteurs d'honorer leur dette et provoqua un enchaînement de faillites.